# Luosto
Der Luosto [ˈluɔstɔ] ist ein 514 Meter hoher Fjell im Norden Finnlands. Er befindet sich im Gebiet der Gemeinde Sodankylä in Zentrallappland.
Der Luosto besteht aus mehreren Gipfeln und bildet mit dem Fjell Pyhätunturi, der sich südöstlich anschließt, eine 35 Kilometer lange Bergkette, die sich deutlich von der flachen Umgebung abhebt. Der höchste Gipfel des Luosto hat den Namen Ukko-Luosto. Er ist über eine Treppe mit 670 Stufen erreichbar. Der Luosto entstand vor zwei Milliarden Jahren und besteht aus harten Quarziten, die der Erosion standhalten konnten und durch die Gletscher des Eiszeitalters zu einem runden Fjell abgeschliffen wurden.
Zusammen mit dem Pyhätunturi gehört der Luosto zum Nationalpark Pyhä-Luosto. Am Fuße des Luosto befindet sich ein gleichnamiges Skisportzentrum mit einem Hotel und sieben Skipisten. Luosto und das benachbarte Skisportzentrum Pyhä am Pyhätunturi verzeichnen insgesamt rund 110.000 Übernachtungen pro Jahr und gehören damit zu den kleineren Skisportzentren Lapplands.